# باي يون-كيونغ
باي يون كيونغ (بالكورية: 배윤경)‏ هي ممثلة وعارضة أزياء كورية جنوبية، ولدت يوم 22 يناير 1993 في بوسان في كوريا الجنوبية.

## روابط خارجية
- باي يون-كيونغ على موقع IMDb (الإنجليزية)
- باي يون-كيونغ على موقع قاعدة بيانات الفيلم (الإنجليزية)
- باي يون-كيونغ على موقع ليتربوكسد (الإنجليزية)
- باي يون-كيونغ على موقع كينوبويسك (الروسية)